# Norman Rentrop
Norman Rentrop (* 26. Oktober 1957 in Bonn) ist ein deutscher Investor, Verleger und Autor.

## Leben
Norman Rentrop wurde als erstes von fünf Kindern des Wirtschaftsprüfers und Steuerberaters Friedhelm Rentrop geboren. Im Alter von zehn Jahren kaufte er seine ersten Aktien, mit fünfzehn Jahren war er als Lokalreporter in Bonn unterwegs.
Rentrop ist Inhaber und Anteilseigner des Verlags für die Deutsche Wirtschaft. Rentrop hatte ihn 1975 als Verlag Norman Rentrop gegründet und wechselte im Jahr 2000 in den Aufsichtsrat. Der Verlag ist auch Stifter des Predigtpreises und des Cicero-Rednerpreises. Bekannt wurde er mit der Zeitschrift Die Geschäftsidee, mit der er Ideen und Anleitungen zur Geschäftsgründung per Abonnement vertrieb und für die er regelmäßig Fernsehwerbung schaltete. Rentrop gehört ebenfalls der GeVestor-Verlag, der umstrittene Börsennachrichten liefert.
Sein Familienbüro besteht im Wesentlichen aus der Investmentaktiengesellschaft für langfristige Investoren TGV. Das Fondsflaggschiff Langfrist 1 hatte zwischen der Auflage 2008 bis 2011 fast 600 Prozent Wertsteigerung erreichte und damit mehr als doppelt so viel wie Warren Buffett mit seiner Holding Berkshire Hathaway oder der Weltaktienindex MSCI World. Den Höchstwert von 621 € im Januar 2022 hat der besagte Fonds jedoch bis April 2024 nicht überschritten (ISIN DE000A0NHGX5), die Wertsteigerung ist im Vergleich zu Berkshire Hathaway (ISIN US0846701086) seit 2008 geringer.
Rentrop ist an den Verlagen Rentrop & Straton (Rumänien) und Wiedza i Praktyka (Polen) beteiligt sowie Mehrheitseigentümer der Bibel TV Stiftung gGmbH, die den Sender Bibel TV betreibt. Rentrop ist Initiator des spendenfinanzierten TV-Senders Bibel-TV und leistete die Startfinanzierung über 6,5 Millionen Euro.
Er sponserte in der Vergangenheit den Verein Basketballgemeinschaft Bonn 92, dessen Basketball-Damenmannschaft in der Bundesliga vertreten war. Zu seiner privaten Vermögensverwaltung gehört die Dr. Elsässer Beteiligungsgesellschaft Nr II mbH., die 2003 bis 2004 den Aktienanteil der Deutschen Bank an Borussia Dortmund übernommen hatte. Seit 2001 engagiert er sich im Rotary-Club Bonn-Kreuzberg.
Rentrop ist Vorsitzender des Stiftungsrates der Bürgerstiftung Bonn und Gründungsmitglied des Zentrums für Value Investing. Er engagiert sich ehrenamtlich als Mitglied der Landessynode der Evangelischen Kirche im Rheinland und ist stellvertretender EKD-Synodaler. Daneben ist er Mitglied im Trägerkreis des Kongresses christlicher Führungskräfte, Kuratoriumsmitglied von ProChrist und Vorstandsmitglied der Evangelischen Nachrichtenagentur idea.
Rentrop ist verheiratet und Vater von drei Kindern.

## Kritik
Gemäß Berichten des Spiegels und der Zeit warnten deutsche Verbraucherschutzbehörden mehrmals vor Angeboten aus der Unternehmensgruppe von Rentrop. Auch die Stiftung Warentest kritisierte den Verlag Norman Rentrop.